# Нагаев, Алексей Иванович

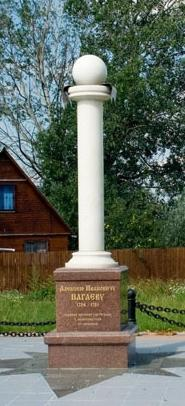
Памятник Нагаеву

Алексе́й Ива́нович Нага́ев (17 (28) марта 1704, с. Сертякино, Московский уезд — 8 (19) января 1781, Санкт-Петербург) — русский гидрограф и картограф, адмирал.

## Биография
Родился в селе Сертякино Гоголева стана Московского уезда (ныне Подольский район Московской области) в дворянской семье.
В 1715 году зачислен в петербургскую Морскую академию, в 1718 году произведён был в гардемарины.
2 марта 1721 года произведён в мичманы и вскоре назначен в Кронштадт на строительство канала. 19 декабря 1722 года назначен помощником унтер-лейтенанта А. И. Чирикова по обучению гардемаринов.
10 января 1724 года получил чин унтер-лейтенанта. В сентябре 1724 года переведён в Морскую академию для преподавания навигации.
В 1729 году назначен на фрегат «Амстердам-Галей», на котором совершал плавания по Балтийскому морю. В 1730—1734 годах производил опись западного берега Каспийского моря и составил его карту. 19 марта 1731 года произведен в лейтенанты, а 18 января 1733 года по новому штату переименован в лейтенанты майорского ранга.
В 1735 году командирован в смоленскую губернскую канцелярию для взыскания недоимок для Адмиралтейства. 25 января 1737 года назначен в комиссариат для производства следствия о финансовых злоупотреблениях в провинциях. 5 ноября 1738 года назначен в комиссию при Правительствующем Сенате по взысканию полагающихся на Адмиралтейство доходов с провинций.
В 1739—1740 годах под начальством Иоганна Людвига Любераса фон Потта производил промеры фарватера от Петербурга до Выборга. 3 ноября 1740 года получил чин капитана полковничьего ранга.
В 1741 году назначен командиром фрегата «Кавалер» и в отряде капитана Путилова совершил переход из Кронштадта в Архангельск. 4 августа 1741 году сдал команду фрегатом «Кавалер» капитану Кейзеру и назначен командиром фрегата «Меркуриус». Зимой 1741/1742 года по поручению вице-адмирала Бредаля занимался обучением находящихся в Архангельске гардемаринов, академических учеников и подштурманов, и экзаменовкой мичманов.
В кампанию 1742 года совершал плавания по Белому и Баренцову морям. 18 июля 1743 года в составе эскадры капитана Люиса вышел из Архангельска для перехода в Кронштадт. 13 сентября у острова Анхольт (Анаут) в проливе Каттегат «Меркуриус» сел на мель и разбился, экипаж спасся. После возвращения 4 ноября в Кронштадт был посажен под домашний арест до окончания следствия.
Следственной комиссией признан невиновным в постановке фрегата на мель и указом Адмиралтейств-коллегии 10 июля 1744 года возвращён на службу и вскоре назначен советником в академическую экспедицию (экспедицию школ) Адмиралтейств-коллегии, где работал над составлением карт плавания экспедиции Витуса Беринга по Камчатскому (Охотскому) морю и к американскому побережью, а также устья реки Амур.
30 апреля 1746 года по прошению уволен из академической экспедиции и вскоре назначен командиром корабля «Фридемакер», но после окончания морской кампании этого года вновь назначен в октябре 1746 года в академическую экспедицию для работы по исправлению и дополнению карт Балтийского моря. В том же году предложил новый способ усовершенствования корабельных компасов и их поверку по меридиональной линии, устроенной в порту Кронштадта. В кампанию 1748 года вновь командовал кораблём «Фридемакер» и занимался с учениками геодезии практической съёмкой берегов и промерами глубин.
5 сентября 1751 года зачислен в капитаны 2-го ранга. В 1752 году закончил составленную им лоцию Балтийского моря, изданную в 1789 и 1790 годах под заглавием «Лоция или морской путеводитель, содержащая в себе описание фарватеров и входов в порты в Финском заливе, Балтийском море, Зунде и Скагераке находящиеся»
В 1752 году принимал участие в образовании Морского шляхетского кадетского корпуса, директором которого и был назначен в том же году. Находился в этой должности до 1760 года.
15 марта 1754 года произведён в капитаны 1-го ранга. В том же году назначен членом комиссии рогервикских строений. В 1756—1757 годах составил новые сигналы для флота. 5 мая 1757 года произведён в капитан-командоры.
Императором Петром III 16 февраля 1762 года был назначен членом Морской комиссии для приведения флотов в лучшее состояние. 10 апреля (или 7 мая) 1762 года произведён в контр-адмиралы с назначением членом Адмиралтейств-коллегии.
Участник дворцового переворота Екатерины Второй в июне 1762 года. Сразу после его завершения 1 июля 1762 года был назначен командующим Ревельской эскадрой с поручением вывезти из портов Пруссии раненых и больных солдат русской армии. С сентября того же года вновь заседал в Адмиралтейств-коллегии, а с октября — также и в Колбергской комиссии.
В 1763 году контролировал ход работ по описи Ладожского озера. Летом того же года состоял квартирмейстером на «шлюбке Её Величества» во время плаваний императрицы по Неве. Совместно с графом И. Г. Чернышёвым занимался составлением планов для географических экспедиций Креницына и Чичагова.
4 мая 1764 года произведён в вице-адмиралы и в июне назначен главным командиром Кронштадтского порта. В июне 1765 года пожалован орденом Святой Анны. В декабре того же года уволен от должности главного командира Кронштадтского порта и вновь назначен членом Адмиралтейств-коллегии.
В 1766 году занимался составлением карты Ладожского озера. В 1767 году состоял депутатом от Адмиралтейств-коллегии и жителей Васильевского острова в комиссии по составлению проекта нового Уложения. В то же время произвёл описание реки Москва и составил карту реки Оки от верховья до устья реки Москва.
С января 1768 года вновь заседал в Адмиралтейств-коллегии. 4 июня 1769 года произведён в адмиралы, состоял старшим членом Адмиралтейств-коллегии.
С 1770 года занимался составлением карты устья р. Колымы и Медвежьих островов и генеральной карты экспедиции Креницына. Собирал материалы для истории русского флота, списки флагманов и кораблей. Также собирал письма Петра I, послужившие основанием для книги В. Н. Берха «Собрание писем Императора Петра I-го к разным лицам, с ответами на оные».
10 июля 1775 года уволен по состоянию здоровья от службы с пенсионом в размере полного жалованья и награждён орденом Святого Александра Невского. Был также награждён табакеркой с портретом Императрицы Екатерины, украшенной бриллиантами.
До последних дней жизни не имевший семьи и тяжело болевший адмирал с помощью приставленного к нему для помощи мичмана продолжал работу над созданием новых и исправлением ранее изданных карт.
Умер 8 января 1781 года, похоронен на Никольском кладбище Александро-Невской лавры. Женат не был и детей не имел.

## Заслуги
Нагаев разработал первый морской атлас и лоцию Балтийского моря (1752 год).
Составлял карты Ладожского озера, Каспийского моря, Медвежьих островов и устья реки Колымы.
Автор первых карт Берингова моря (1745 год).

## Память
- Именем Нагаева названа бухта Охотского моря.
- В 2006 году в Сертякине был торжественно открыт памятник А. И. Нагаеву. Он представляет собой колонну, увенчанную глобусом[4].